# A pók hálójában (film, 2001)
Az A pók hálójában (eredeti cím: Along Came a Spider) 2001-ben bemutatott amerikai bűnügyi pszichothriller, amelyet Lee Tamahori rendezett. A forgatókönyvet Marc Moss készítette James Patterson azonos című regénye alapján. A produkció főszerepében Morgan Freeman, Monica Potter és Michael Wincott. Az Alex Cross-filmsorozat első részét 1997-ben mutatták be az A gyűjtő címmel. 2012-ben folytatták a történetet Tyler Perry főszereplésével az Alex Crossban.
A produkciót 2001. április 2-án mutatták be az Egyesült Államokban. Magyarországon 2001. július 19-től vetítették a mozikban. A pók hálójában a vegyes kritikák ellenére nyereséges volt.

## Cselekmény
Alex Cross sok éven át nyomozó, törvényszéki pszichológus és író volt Washingtonban, de nemrég visszavonult a rendőrségtől, miután egy csapdaakció a társa halálával végződött. Távozása rövid életű, amikor Megan Rose-t, egy amerikai szenátor lányát, elrabolja Gary Soneji, egy informatikatanár az iskolából. Az amerikai titkosszolgálat különleges ügynökét, Jezzie Flannigant teszik felelőssé a biztonsági résért. Flannigan és Cross együttdolgoznak, hogy megtalálják a lányt.
Miután Cross telefonhívást kap Sonejitól, egy tornacipőt talál a postaládájában. Cross hamarosan rájön, hogy Soneji Charles Lindbergh ezredes fiának 1932-es elrablását próbálja megismételni, amely olyan hírhedt bűntény volt, hogy az évszázad bűntényeként vált ismertté. Soneji immár nyilvános személyazonossága ellenére az FBI képtelen elfogni őt, amíg Cross titokban le nem nyomozza a hívásait és a tartózkodási helyeit. Soneji azonban ennél bonyolultabb tervet eszelt ki, amellyel nagyobb hírnevet akar magának szerezni. Összehangolt emberrablási tervéről aztán kiderül, hogy az orosz elnök fia, Dimitrij Sztarodubov körül forog. 
Mielőtt azonban sikerülne elrabolnia Sztarodubovot, Cross és Flannigan szembeszáll Sonejival, és megmentik a fiút. Kétségbeesésében Soneji váltságdíjkövetelést küld Crossnak, amelyben 10 millió dollárnyi gyémántot kér az elnöktől. Ha Cross nem tesz eleget a kérésnek, Sonejinak nem lesz többé oka megegyezni, és megöli Megant. Mivel Cross tudja, hogy nincs más lehetőség, eleget tesz a kérésnek, és leszállítja a gyémántokat.
Soneji hamarosan megérkezik Flannigan házához, hogy elrabolja és váltságdíjként felhasználja a nőt. Miután azonban megérkezik, és egy sokkolóval ártalmatlanná teszi Flannigant, Cross megjelenik, és kérdőre vonja a férfit. Soneji azonban nem tud semmit a gyémántokról, Cross pedig rájön, hogy nem ő kérte őket. Mikor a férfi megpróbál elmenekülni, Cross lelövi őt.
A további nyomozás során kiderül, hogy Flannigan már jó ideje tudott Sonejiról, és bábuként használta őt a saját tervében, hogy váltságdíjat szedjen be Megan családjától. Flannigan társával, Ben Devine-nel közösen kidolgoztak egy tervet, és felhasználták Sonejit, amelynek bizonyítékát Cross megtalálja a nő laptopján. 
Cross követi Flannigant egy eldugott tanyára, ahol Devine-t brutálisan meggyilkolja, és most meg akarja ölni Megant. Cross azonban felülkerekedik Flanniganon, és még időben érkezik, hogy megakadályozza az újabb tragédiát. Célba veszi, és egyetlen lövéssel megakadályozza, hogy Flannigan elvegye Megan életét. Cross ezután biztonságba helyezi Megant, és visszaviszi a szüleihez.

## Szereplők
| Szerep               | Színész             | Magyar hangja      |
| -------------------- | ------------------- | ------------------ |
| Alex Cross           | Morgan Freeman      | Kristóf Tibor      |
| Jezzie Flannigan     | Monica Potter       | Kisfalvi Krisztina |
| Ollie McArthur       | Dylan Baker         | Czvetkó Sándor     |
| Gary Soneji          | Michael Wincott     | Csankó Zoltán      |
| Megan Rose           | Mika Boorem         | Györfi Anna        |
| Dimitrij Sztarodubov | Anton Yelchin       | Gacsal Ádám        |
| Hickley ügynök       | Kim Hawthorne       | Erdős Borcsa       |
| Kyle Craig           | Jay O. Sanders      | Faragó András      |
| Ben Devine           | Billy Burke         | Megyeri János      |
| Hank Rose szenátor   | Michael Moriarty    | Cs. Németh Lajos   |
| Elizabeth Rose       | Penelope Ann Miller | Tóth Éva           |
| Vickie               | Anna Maria Horsford | Zsolnai Júlia      |
| Jim                  | Christopher Shyer   | Hegedűs Miklós     |
| Tracie               | Jill Teed           | Antal Olga         |

## Fogadtatás

### Kritikai visszhang
A filmet vegyes véleményekkel illették. A Rotten Tomatoeson 32%-os minősítést ért el 125 értékelés alapján, az összefoglaló szerint: „Származékos és túl sok valószínűtlen helyzetet tartalmaz.” Peter Travers a Rolling Stone-tól azt írta: „Hollywood megint elszúrta, méghozzá nagyon.” Michael Wilmington a Chicago Tribune-től azt írta: „Freeman - és még Alex Cross is - jobb állást érdemel.” Lisa Schwarzbaum az Entertainment Weeklytől azt írta: „A pók hálójában feszes, jól adagolt tempóban halad, ami lehetővé teszi a pszichológiai feltáró jeleneteket.”
A MetaCritic 42 pontot adott a 100-ból 31 vélemény alapján. Michael O'Sullivan a Washington Posttól azt írta: „Freeman kitűnően formálja Cross detektív szerepét.” Jonathan Foreman a New York Posttól azt írta: „De még Freeman tehetsége sem elég ahhoz, hogy elvonja a figyelmet a Pók általános kiszámíthatóságáról vagy az utolsó pillanatban kidolgozott cselekményszálak abszurditásáról.” A. O. Scott a New York Timestól azt írta: „Túltervezett, üres thriller.”

### Bevétel adatai
A Box Office Mojo szerint a film nyereséges volt. A 60 millió dolláros költségvetésre 105 millió dolláros bevétel keletkezett.